# Adolf Galland
Adolf Josef Ferdinand Galland (Westerholt, Vesztfália, 1912. március 19. – Remagen, 1996. február 9.) a német Luftwaffe tisztje, vadászrepülő és ászpilóta, a II. világháborús német haderő legfiatalabb tábornoka, a vadászrepülők főszemlélője (beceneve Dolfo).

## Élete
Adolf Galland egy vesztfáliai jószágintéző (gondnok) négy fia közül másodikként látta meg a napvilágot. Első repülési tapasztalatait a környékbeli reptér vitorlázórepülőin szerezte. Az itt szerzett tudása és képességei az elkövetkezendő években gyakorta hasznára váltak, több alkalommal az életét mentették meg.
1932 februárjában jelentkezett a braunschweigi Verkehrfliegerschule-ba (polgári repülőiskolába). Kb. 4000 jelentkező közül mindössze 20-at vettek föl, Galland is közöttük volt. 1933-ban részt vett egy szigorúan titkos olaszországi repülőkiképzésen (Németországnak ebben az időben a Versailles-i békeszerződés értelmében még nem lehetett légiereje). 1934 februárjában a drezdai 10. gyalog ezred újonca lett, 1934 végére az iskola elvégzésével hadnaggyá léptették elő. 1935 márciusában Döberitzbe, a Jagdgeschwader 2 („Richthofen”) I. Gruppe-jához osztották be (a 2. Vadászezred I. Csoportja). 1935 októberében egy repülési gyakorlat során lezuhant, aminek következtében orra eldeformálódott és látáskárosodást szenvedett, emiatt az orvosok repülésre alkalmatlannak nyilvánították, de ennek ellenére tovább repülhetett.
Galland a Condor légió tagjaként részt vett a spanyol polgárháborúban, a francoisták oldalán. 15 hónap múltán Werner Mölders váltotta föl. Noha nem vett részt Guernica bombázásában, a háború után a Luftwaffe eltévesztett taktikai bombázásaként értékelte az esetet. A támadás valójában a környéken levő közúti híd lerombolására irányult, amely a spanyol köztársaságpártiak és szövetségeseik utánpótlásvonalául szolgált. Galland a „Die Ersten und die Lezten” (Az elsők és utolsók) című könyvében a füst és robbanásfelhők okozta rossz látási viszonyokra, és a bombázók primitív céloptikájára hivatkozik.

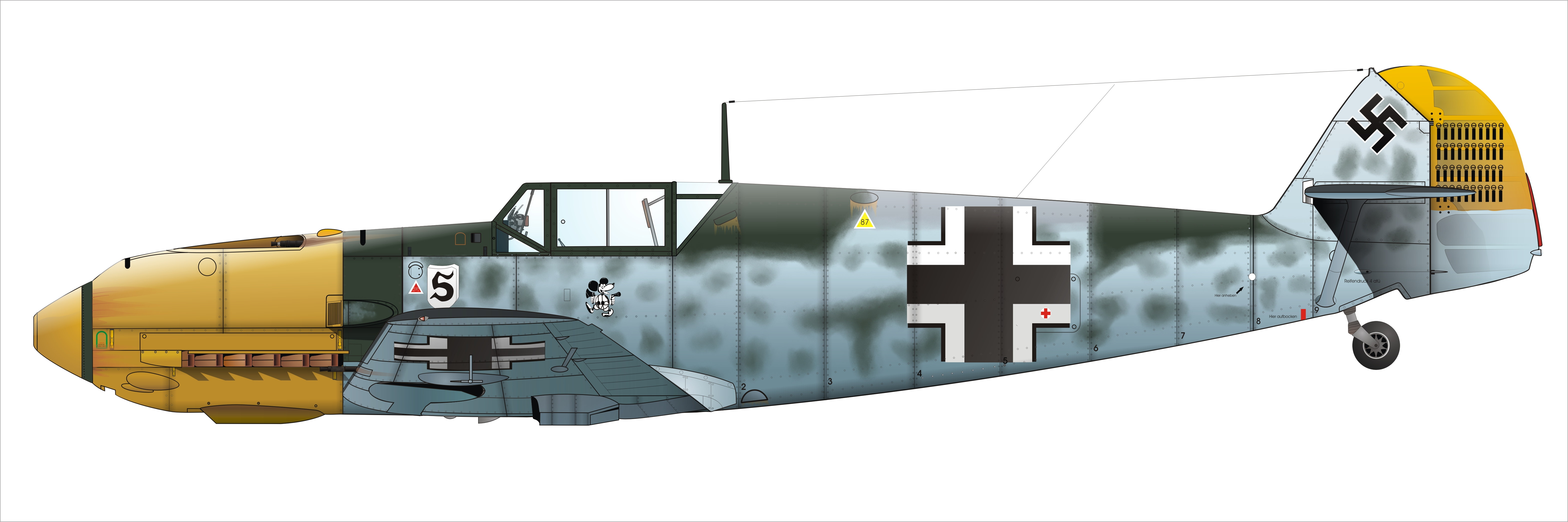
Galland Bf 109 E-4 típusú gépe a 40. légigyőzelemmel.

1940. május 12-én élete első három légi győzelmét aratta a RAF Hurricane-jai fölött Franciaország egén. 1940 júniusában a Jagdgeschwader 26 „Schlageter” 3. Gruppe-jének parancsnokává nevezték ki. Július 18-án őrnaggyá, rövidesen pedig Geschwaderkommodor-rá léptették elő. Néhány nappal később, szeptember 24-én megszerezte 40. légigyőzelmét is.

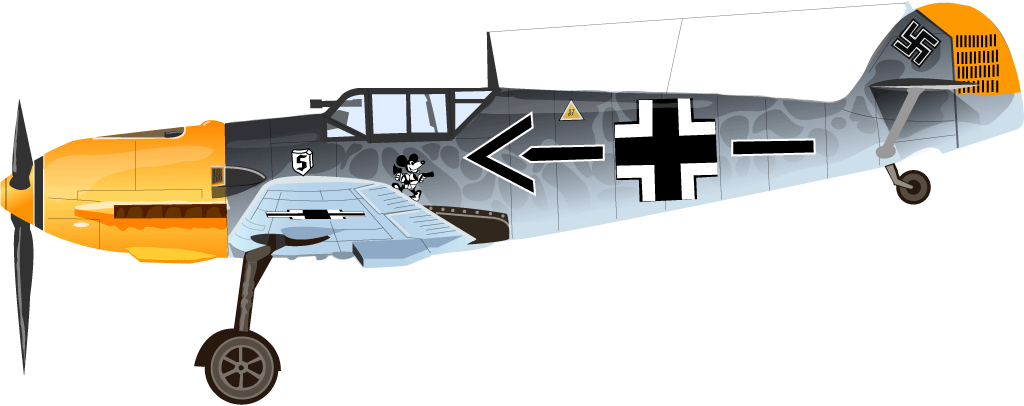
Galland gépe parancsnoki jelzésekkel.

Galland lovagias viselkedését mi sem jellemzi jobban, hogy vendégül látta a szövetségesek St. Omer környékén lelőtt és német fogságba esett két vadászpilótáját Douglas Badert és Robert Stanford Tuck-ot, akikkel életre szóló barátságot kötött. 94. légigyőzelme után, 1942. február 28-án a Wehrmacht tagjai közül másodikként lovagkeresztjéhez megkapta a gyémántokat is. Ugyanezen év november 19-én vezérőrnaggyá léptették elő, 30 évesen ő lett a Wehrmacht legfiatalabb tábornoka.
1941. november 22-én General der Jagdflieger-ré nevezték ki a repülőszerencsétlenségben elhunyt Werner Mölders helyére. Ezt a megbízatását is sikerrel végezte. Többek között az általa irányított vadászfedezet segítségével sikerült a Scharnhorst és Gneisenau csatacirkálókat, illetve a Prinz Eugen nehézcirkálót a RAF támadásai közepette a La Manche csatornán keresztül biztonságos német kikötőkbe juttatni (Cerberus hadművelet).
1943 áprilisában sikerrel tesztelte a sugárhajtású Messerschmitt Me 262 prototípusát. Galland sok más tapasztalt tiszttel együtt felismerte, hogy erre a repülőgépre égetően szükség van az USAAF 8. légiflottájának „repülő erődítményei” elleni védelemhez, amik egyre hevesebben bombázták a birodalmat. Adolf Hitler ennek ellenére vadászbombázónak szánta az Me 262-est, amelyet a szövetségesek várható partraszállásának megakadályozására vetnének be. Galland csak lemondásával fenyegetőzve tudta elérni, hogy a „Kommando Nowotny” a vadászbombázót vadászrepülőgépként próbálhassa ki harci körülmények között.
1944. április 11-én altábornaggyá nevezték ki, a Jagdfliegerek parancsnokaként mutatott teljesítményének elismeréseképpen.
Gallandon a nyomás egyre fokozódott, szemére vetették, hogy Göring (fiatal bajtársaik ellen irányuló) indokolatlan katonai bírósági eljárásai ellen nem lép fel kellő hatékonysággal, pedig módjában állna.
1945. január végén, a Galland és Hermann Göring közötti kibékíthetetlen ellentétek a General der Jagdfliger pozíciójából való felmentéséhez vezettek. Adolf Hitler kérésére azonban megbízták a Jagdverband 44 felállításával, amit Me 262-esekkel kellett feltöltenie. Még a háború vége felé is sok eredményes német vadászrepülő jelentkezett ebbe az elitegységbe. Tréfásan mondogatták, hogy a Lovagkereszt az egység tagjainak hivatalos egyenruhájához tartozik.
Gallandot a háború vége egy bajorországi tábori kórházban érte, ahová azért került, mert egy légiharc során egy amerikai P-51-es Mustang combon lőtte. Az amerikaiak Angliába szállították, ahol két évig fogolytáborban élt.
1948-tól az argentin légierő tanácsadójaként dolgozott. Hat év után tért vissza Németországba. Ipari tanácsadó lett, ezenkívül három polgári légiközlekedési cég és egy jelentős helikopteres vállalat igazgatói tanácsának elnöke.
Galland híres volt káros szenvedélyéről, a szivarról is, amiről 1963-ban nehéz szívvel le kellett mondania. Legendás Messerschmitt Bf 109-es repülőgépébe épített szivartartója is, amin hamvadó szivarját tudta tartani, amíg felvette az oxigénmaszkot.

## Kitüntetései
- Spanyol Medalla de la Campaña
- Spanyol Medalla Militar
- Spanyolkereszt aranykardokkal és gyémántokkal
- Arany Frontrepülőcsat (Frontflugspange) „400”-as bevetésszámmal
- Arany Vadászrepülők vezetője és szemlélője jelvény briliánsokkal
- Fekete sebesülési jelvény
- Első- és másodosztályú Vaskereszt (1939)
- A Vaskereszt Lovagkeresztje tölgyfalombokkal, kardokkal és gyémántokkal
  - Lovagkereszt 1940. július 29.
  - tölgyfalombok 1940. szeptember 24.
  - kardok 1941. június 21.
  - gyémántok 1942. január 28.

## Idézet
Göring kérdésére, mit tehetne a vadászrepülőkért, hogy mégis megnyerjék az angliai légicsatát (miután a Messerschmitt Bf 109 alulmaradt az újabb angol Spitfire-ökkel szemben) Galland így válaszolt: „Herr Reichsmarschall! Adjon nekem egy század Spitfire-t!”.

## Megjegyzés
A pilóták általában fiatal korukban kapták a repülésben mindennaposan használt nevüket (már aki kapott), ez rájuk nézve megtiszteltetés volt, mert azt jelezte, hogy a repülőtársadalom befogadta és elismerte őket. Ettől kezdve sértő volt őket nem ezen a néven nevezni, kivéve a hivatalos ügyeket.

## Magyarul megjelent művei
- 104 légigyőzelmem. Elsők és utolsók; ford. Tobak Tibor, Cserny Miklós; Hungavia, Bp., 1991 (Kalandok a levegőben)
- A Luftwaffe vadászlégiereje. Ahogy a vadászpilóták látták; többekkel, szerk. David C. Isby, ford. Szabolcsi Ferenc; Hajja, Debrecen, 1999 (20. századi hadtörténet)